# IRM (album)
Pour les articles homonymes, voir IRM.
Albums de Charlotte Gainsbourg
5:55
(2006) Stage Whisper
(2011)
IRM est le troisième album de Charlotte Gainsbourg, sorti en 2009.

## Historique
IRM est entré le 7 juillet 2009 en 4e position dans le Top Albums France Le titre de l'album fait référence à l'expression médicale « imagerie par résonance magnétique », traitement qu'elle a subi à la suite de son accident de ski. IRM est produit par le musicien américain Beck Hansen, qui signe aussi pratiquement toutes les compositions. L'album comprend une chanson coécrite par Beck et Charlotte Gainsbourg (Greenwich Mean Time) que les deux chantent en duo, un poème de Guillaume Apollinaire mis en musique par Beck (La Collectionneuse) et la reprise d'une chanson québécoise, Le Chat du café des artistes, composée par Jean-Pierre Ferland et Michel Robidoux. L'album est suivi d'une première tournée qui la conduit notamment au Japon. .

## Liste des titres
| No  | Titre                             | Durée |
| --- | --------------------------------- | ----- |
| 1.  | Master's Hands                    |       |
| 2.  | IRM                               |       |
| 3.  | Le Chat du Café des Artistes      |       |
| 4.  | In the End                        |       |
| 5.  | Heaven Can Wait (duo avec Beck)   |       |
| 6.  | Me and Jane Doe                   |       |
| 7.  | Vanities                          |       |
| 8.  | Time of the Assassins             |       |
| 9.  | Trick Pony                        |       |
| 10. | Greenwich Mean Time               |       |
| 11. | Dandelion                         |       |
| 12. | Voyage                            |       |
| 13. | La Collectionneuse                |       |
| 14. | Looking Glass Blues (bonus track) |       |

## Singles et EPs
Singles
- Heaven Can Wait
- Time of the Assassins
- Trick Pony

EPs
- Sunset Sound Session
  - Heaven Can Wait
  - IRM
- Live at Sunset Sound
  - Time Of The Assassins
  - Heaven Can Wait
  - Greenwich Mean Time
  - Voyage
  - In The End